# Уткиагвик
Уткиагвик (енгл. Utqiagvik), раније познат као Бароу (енгл. Barrow) град је у америчкој савезној држави Аљаска. Смештен северно од Арктичког круга, један је од најсевернијих градова и места на свету и најсевернији град у САД, са оближњим Поинт Бароуом, најсевернијом тачком у САД.

## Демографија
По попису из 2010. године број становника је 4.212, што је 369 (-8,1%) становника мање него 2000. године.
| Група             | 2000.       | 2010.       |
| Белци             | 972 (21,2%) | 681 (16,2%) |
| Афроамериканци    | 46 (1,0%)   | 41 (1,0%)   |
| Азијати           | 431 (9,4%)  | 384 (9,1%)  |
| Хиспаноамериканци | 153 (3,3%)  | 131 (3,1%)  |
| Укупно            | 4.581       | 4.212       |